# Tommy John-operatie
Een Tommy John-operatie, ofwel een ulnair collaterale ligamentreconstructie (of UCL), is een operatieve ingreep waarbij een ligament in de mediale elleboog wordt vervangen door een pees van elders in het lichaam (meestal de voorarm, hamstring, knie, of voet). Deze operatie wordt regelmatig uitgevoerd bij honkbalspelers.
De operatie is vernoemd naar Tommy John, een pitcher van de Los Angeles Dodgers die de eerste professionele atleet was die de operatie succesvol onderging in 1974. De operatie werd uitgevoerd door dr. Frank Jobe.

## Procedure
De vervangende pees wordt via gaten die in de ellepijp en het opperarmbeen zijn geboord in een achtvormig patroon gevlochten.
Er is een risico dat het telefoonbotje beschadigd raakt.

## Herstel
Anno 2008 is de kans op volledig herstel na de operatie 85 tot 90 procent, neemt de operatie ongeveer 1 uur in beslag en duurt volledige revalidatie ongeveer een jaar voor pitchers en zes maanden voor positiespelers. In 1974, toen Tommy John de operatie onderging, werd zijn kans nog geschat op 1 op 100. Na de operatie moest John 18 maanden revalideren.

## Honkbalspelers die de operatie hebben ondergaan
| - Brian Anderson - Rick Ankiel - Andy Ashby - Luis Ayala - Brandon Backe - Danys Baez - Rocco Baldelli - Rod Beck - Erik Bedard - Francis Beltran - Jeff Bennett - Kris Benson - Adam Bernero - Brent Billingsley - Joe Borchard - Dewon Brazelton - Ambiorix Burgos - A. J. Burnett - Paul Byrd - Jorge Campillo - José Canseco - Chris Capuano - Chris Carpenter | - Rocky Cherry - Shin-Soo Choo - Todd Coffey - Yu Darvish - Jacob deGrom - Manny Delcarmen - Ryan Dempster - Chris Denorfia - Jorge DePaula - Brendan Donnelly - Octavio Dotel - Adam Eaton - Dave Eiland - Nathan Eovaldi - Willie Eyre - Jesse Foppert - Chad Fox - Frank Francisco - Eric Gagné - Rusty Greer - Didi Gregorius - Luis Gonzalez - Mike Gonzalez - Angel Guzman - Matt Harvey - Mike Hampton - Pat Hentgen - Runelvys Hernández | - Shawn Hill - Matt Holliday - Norris Hopper - Philip Humber - Rick van den Hurk - César Izturis - Jason Isringhausen - Tommy John - Kelly Johnson - Steve Karsay - Jimmy Key - Josh Kinney - Hong-Chih Kuo - Cory Lidle - Jon Lieber - Francisco Liriano - Matt Mantei - Scott Mathieson - Joe Mays - Seth McClung - Dustin McGowan - Forman Mills - Matt Morris | - Peter Moylan - Xavier Nady - Shohei Ohtani - Russ Ortiz - Juan Padilla - John Parrish - Carl Pavano - Chris Ray - Carlos Quentin - Britt Reames - Arthur Rhodes - Matt Riley - Ricardo Rincón - Fernando Rodney - Kenny Rogers - Francisco Rosario - B. J. Ryan - Aníbal Sánchez - Jose Rijo - Humberto Sánchez - Scott Schoeneweis - Jae Seo - John Smoltz | - Kyle Snyder - Rafael Soriano - Tim Spooneybarger - Stephen Strasburg - Merkin Valdez - Justin Verlander - Tyler Walker - Travis Webb - Jake Westbrook - Scott Williamson - Brian Wilson - Vance Wilson - Mark Wohlers - Randy Wolf - Kerry Wood - Jaret Wright - Tyler Yates - Matt Young - Mike Zagurski - Víctor Zambrano - Jeff Zimmerman |